# Iglesia de San José (Vélez-Málaga)
La iglesia de San José es un templo cristiano católico, en Vélez-Málaga (provincia de Málaga, España).

## Historia
La parroquia de San José pertenece a la diócesis de Málaga; se erigió canónicamente en el año 1971, ubicándose en un bajo de la calle Linares, que se usaba como capilla del Instituto de Bachillerato Reyes Católicos. Fueron los padres franciscanos, lo que se encargan de trabajar pastoralmente en ella hasta el año 2000, en que pasa a manos del clero diocesano. 
Esta parroquia ha dado como fruto dos nuevos complejos parroquiales: el primero, llamado San Antonio de Padua, se inauguró el año 1992, desde ese año allí estuvo la sede de la parroquia hasta que este nuevo templo se segregó de la parroquia San José en el año 2000, quedando bajo su jurisdicción la mitad oeste del territorio de la parroquia primitiva. De este modo la parroquia volvió a su antigua sede en la capilla de la Encarnación, con el objetivo de volver a construir un nuevo templo. El proyecto se finalizó el 18 de marzo de 2007, fecha de su inauguración, por tanto la capilla no tiene los mismos fines aunque sigue siendo propiedad de la Parroquia, actualmente es usada por una comunidad anglicana y es sede también de Cáritas Parroquial de San José.
El presbiterio está presidido por el tabernáculo o sagrario, un gran Cristo crucificado y las imágenes titulares de la Cofradía de Ntro. P. Jesús en su Presentación al Pueblo “Ecce-Homo” y María Stma. del Amor.
Desde septiembre de 2018, la Cofradía de Nuestro Padre Jesús en su triunfal Entrada a Jerusalén y María Santísima del Rocío tiene también como sede canónica nuestra parroquia, después de permanecer en ella durante los años de restauración del templo de San Juan Bautista e integrarse en la vida parroquial, cuyas imágenes encontramos en uno de los laterales del templo junto a las imágenes de los apóstoles San Juan, San Pedro y Santiago que componen el grupo escultórico de dicha hermandad.
El 16 de septiembre de 2018, en la misa de despedida del Rvdo. D. Eduardo Resa Huerta, al ser nombrado vicario episcopal de la Ciudad Autónoma de Melilla, se bendijo la talla del titular de la parroquia, San José, obra del imaginero veleño Israel Cornejo Sánchez, y sufragada por la propia feligresía, actuando como padrinos el Consejo Parroquial y en presencia de la Agrupación de Cofradías y la Hermandad de la patrona de Vélez-Málaga, la Virgen de los Remedios Coronada.

## Descripción
La nueva construcción se ha levantado sobre un solar de 1200 m² en forma de cuña. En ella hay tres espacios bien diferenciados: el templo, un patio desde donde se distribuyen las zonas comunes, y éstas ubicadas alrededor del patio. Es un edificio de planta moderna, que simula la proa de una barca, que se termina en su parte más alta con una cruz de 6 metros.
El edificio consta de templo, sacristía, despacho, garaje, ocho salones, salón de actos y vivienda parroquial.
El templo de 500 m² es de forma triangular, está acabado con una cubierta de madera y vidrieras laterales (con motivos de la historia de la salvación y de los siete sacramentos) y dos pequeños ventanales con motivos de escudos obispales. El presbiterio está presidido por un gran Cristo crucificado, y las imágenes de la Cofradía de Nuestro Padre Jesús en su Presentación al Pueblo “Ecce-Homo” y María Santísima del Amor. A sus laterales se encuentran las imágenes de la Cofradía de Ntro. Padre Jesús en su Triunfal Entrada en Jerusalém y Mª Stma. del Rocío y en el otro laterales la imagen de San José (Israel Cornejo Sánchez,16/09/2018), patrono de la Comunidad Parroquia que lleva su nombre. Alrededor de las paredes se encuentra el vía crucis.

## Párrocos
Hasta la fecha han sido 7 los párrocos que ha tenido: los padres franciscanos Rvdo. P. Dionisio Jiménez Benito y Rvdo. P. Abel Jesús Rodríguez Alonso; y los diocesanos Rvdo. D. José Antonio García Carrasco, Rvdo. D. Rafael López Cordero, Rvdo. D. Antonio Javier Castilla Delgado, Rvdo. D. Eduardo Resa Huerta y en la actualidad Rvdo. D. Wilfer Darío Alzate Acevedo.

## Población
Actualmente (según el censo de población de 2009) la población de la parroquia ronda los diez mil habitantes (9950).